# Pulaviella
Pulaviella is een geslacht van uitgestorven kreeftachtigen uit de klasse van de Ostracoda (mosselkreeftjes).

## Soorten
- Pulaviella bidentata (Bonnema, 1941) Szczechura, 1965 †
- Pulaviella hellenica Mostafawi, 1989 †
- Pulaviella muelleriana (Lienenklaus, 1900) Szczechura, 1977 †
- Pulaviella ovata (Bonnema, 1941) Szczechura, 1965 †